# Nouvelle église Saint-Jean-Baptiste de Munich
La Nouvelle église Saint-Jean-Baptiste de Munich est une église catholique située dans l'est de la ville de Munich en Allemagne dans le quartier de Haidausen.
Son nom se distingue d'une autre église dédiée à saint Jean-Baptiste dans le même quartier, mais plus ancienne.
C'est la cinquième plus haute église de la ville.

## Historique
La construction a commencé en 1853 et s'est terminée dans un premier temps en 1874 selon les plans de Matthias Berger avec la construction d'une tour d'une hauteur de 97 m. 
Cependant en 1967, la tour a été raccourcie, limitée à une hauteur de 91 m et à reçue une nouvelle coiffe en bois, puis jusqu'en 1969, les tours latérales reçurent des pointes plus petites de forme similaire à la coiffe de la tour principale.

## Dimensions
Les dimensions de l'édifice sont les suivantes :

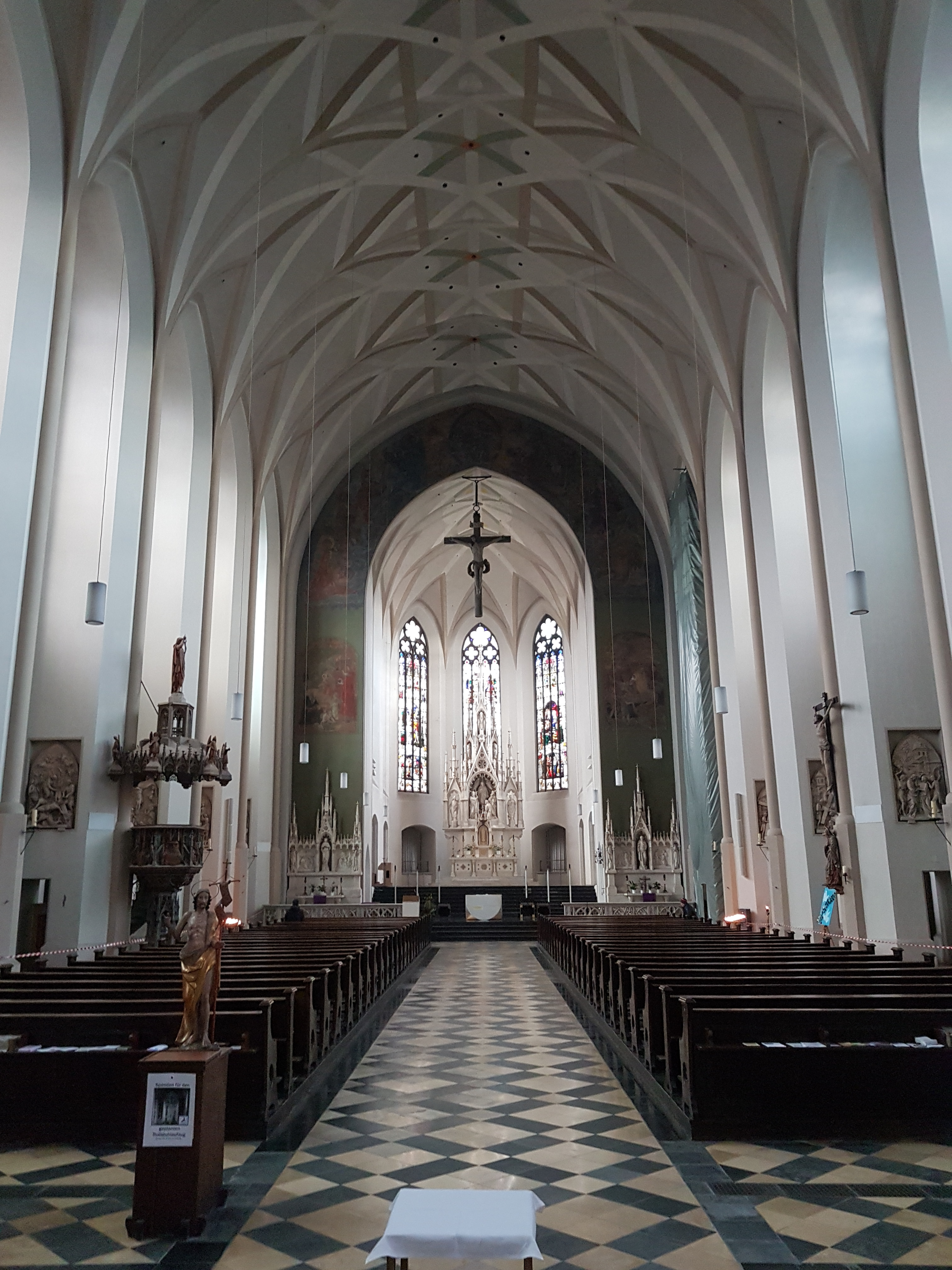
Intérieur de l'église

- Hauteur intérieure : 27 m
- Longueur : 80 m
- Hauteur de la tour : 91 m[2]
- Largeur : 35 m